# Dendrotion onychogalea
Dendrotion onychogalea är en kräftdjursart som beskrevs av Cohen 1998. Dendrotion onychogalea ingår i släktet Dendrotion och familjen Dendrotionidae. Inga underarter finns listade i Catalogue of Life.